# Stoer Group
Die Stoer Group ist eine mesoproterozoische geologische Gruppe der Northwest Highlands in Schottland. Sie bildet die Basiseinheit der Torridonian Supergroup.

## Etymologie
Die Stoer Group ist nach ihrer Typlokalität – der Stoer-Halbinsel in der Nähe von Assynt in Sutherland – benannt. Das Wort Stoer lautet auf Schottisch-Gälisch stòr mit der Bedeutung Geschäft, Laden, Reichtum, Besitz, Quelle – seinerseits als Lehnwort abgeleitet vom Englischen store.

## Vorkommen

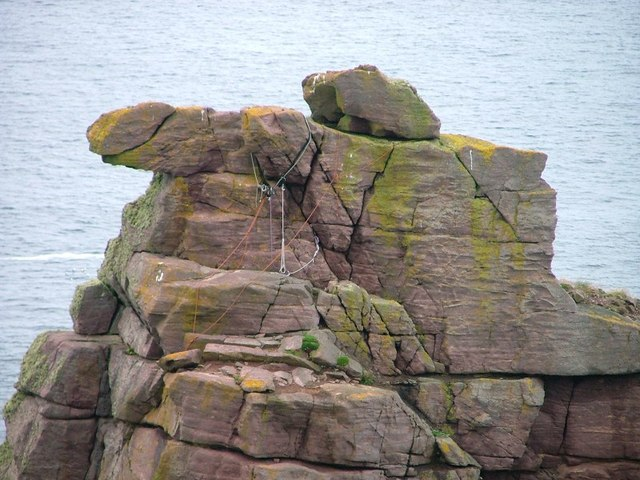
Die Spitze des Old Man of Stoer baut sich aus Sandsteinen der Stoer Group auf

Die Vorkommen der Stoer Group liegen in unmittelbarer Nähe der Nordwestküste Schottlands zwischen Stoer im Norden und Gairloch im Süden. Sie sind jedoch nicht durchgehend, sondern verteilen sich auf mehrere Einzelvorkommen. Das nördlichste bildet das Gebiet um die Stoer-Halbinsel. Weiter südlich folgen sodann kleinere Vorkommen bei Brae of Achnahaird und im Norden von Horse Island bei Achiltibuie, um Scoraig, an der Gruinard Bay, bei Laide, an der Landspitze Rubha Reigh, um den An Cuaidh und schließlich als südlichstes Vorkommen das recht große Gebiet um Tournaig im Südosten des Loch Ewe.
Die seitlichen Grenzen des Ablagerungsraumes der Stoer Group sind unsicher, es wird aber angenommen, dass die Minch Fault unmittelbar vor den Äußeren Hebriden die Westgrenze bildete. Für die Ostgrenze wird ebenfalls eine Verwerfung vermutet, welche jetzt von der Moine Nappe überdeckt wird.

## Einführung
Die Stoer Group wird als eine 2300 Meter mächtige Abfolge laurentischer Grabenbruchsedimente angesehen. Sie baut sich aus vorwiegend fluviatilen sowie untergeordnet äolischen und lakustrinen Rotsedimenten auf. Die sehr gut erhaltenen, mit 20 bis 25° nach Westen einfallenden Sedimente wurden im Nordwesten Schottlands vor rund 1200 bis 1100 Millionen Jahren am Ende des Mesoproterozoikums abgelagert. Sie bestehen aus Konglomeraten, Sandsteinen und Tonsteinen, die nur sehr schwach metamorph überprägt wurden. Die Stoer Group liegt diskordant über einem Grundgebirge aus Gneisen des Lewisians und wird ihrerseits diskordant von der über 6000 Meter mächtigen Torridon Group überdeckt. Die Basis der Torridon Group wurde auf zirka 1100 Millionen Jahre datiert. Paläomagnetische Studien bescheinigen der Stoer Group eine damalige subtropische Breite von 10 bis 30° Nord. Ein heißes und arides tropisches Klima wird ferner durch die Rotfärbung der Sedimente und die gelegentliche Anwesenheit von Algenkalken angezeigt.
Ab 1300 Millionen Jahren begannen der Nordosten Laurentias und Baltica, die in einem mesoproterozoischen Superkontinent vereinigt waren, auseinanderzubrechen. Es darf angenommen werden, dass die Stoer Group in Schottland während dieses Riftvorgangs (als kontinentale Syn-Rift-Serie) abgelagert wurde. Um 1100 Millionen Jahre hatte sich der Riftvorgang umgekehrt und es kam zu einer so genannten weichen Kollision zwischen Baltica und Laurentia. Dem folgte zwischen 1100 und 1000 Millionen Jahren die Kollision der beiden wiedervereinigten Kontinentalblöcke mit dem Rio-de-Plata-Mikrokontinent und Amazonia auf ihrer Südseite. Die Folge waren die Grenville-Orogenese auf Laurentia und die Svekonorwegische Orogenese auf Baltica.

## Stratigraphie

### Allgemeines
Die Stoer Group setzt gewöhnlich mit einer Basalbrekzie ein, deren große Klasten aus dem unterlagernden Lewisian stammen. Die Brekzie geht zum Hangenden in oft von Schrumpfungsrissen durchzogene, tonige Sandsteine über. Es folgen Ablagerungen eines Zopfstromsystems – Sandsteine mit Trog-Schrägschichtung und Konglomerate. Anschließend stellten sich lakustrine Bedingungen ein, erkennbar an einer geringmächtigen Abfolge von Silt- und feinkörnigen Sandsteinen, die mit tonreichen Sandsteinen wechsellagern. Der oberste Abschnitt der Stoer Group besteht erneut aus Zopfstromsedimenten, vorwiegend Sandsteinen mit Trog-Schrägschichtung.
Die Petrographie und Geochemie der Sandsteine legt nahe, dass sie hauptsächlich aus der Verwitterung von Gneisen des Scourians hervorgegangen waren. Die quarzhaltigen Sandsteine mit Klasten aus Metaquarziten dürften im Unterschied zu Lithologien des Lewisians jedoch aus suprakrustalen Einheiten hervorgegangen sein, welche dem Grundgebirge auflagen oder in das Lewisian mit eingefaltet waren. Dennoch ist aber auch ein riesiger Bergsturzblock bei Clachtoll bekannt, der in die unterste Clachtoll-Formation hineingeglitten war und so auch den direkten Eintrag von Lewisian dokumentiert. Der ursprüngliche Sedimenteintrag war somit anfangs noch vom Lewisian dominiert und griff dann erst später auch auf höherliegende suprakrustale Einheiten zurück.

### Formationen
Die Stoer Group wird aus drei Formationen aufgebaut (vom Hangenden zum Liegenden):
- Meall-Dearg-Formation
- Bay-of-Stoer-Formation
- Clachtoll-Formation.

#### Clachtoll-Formation

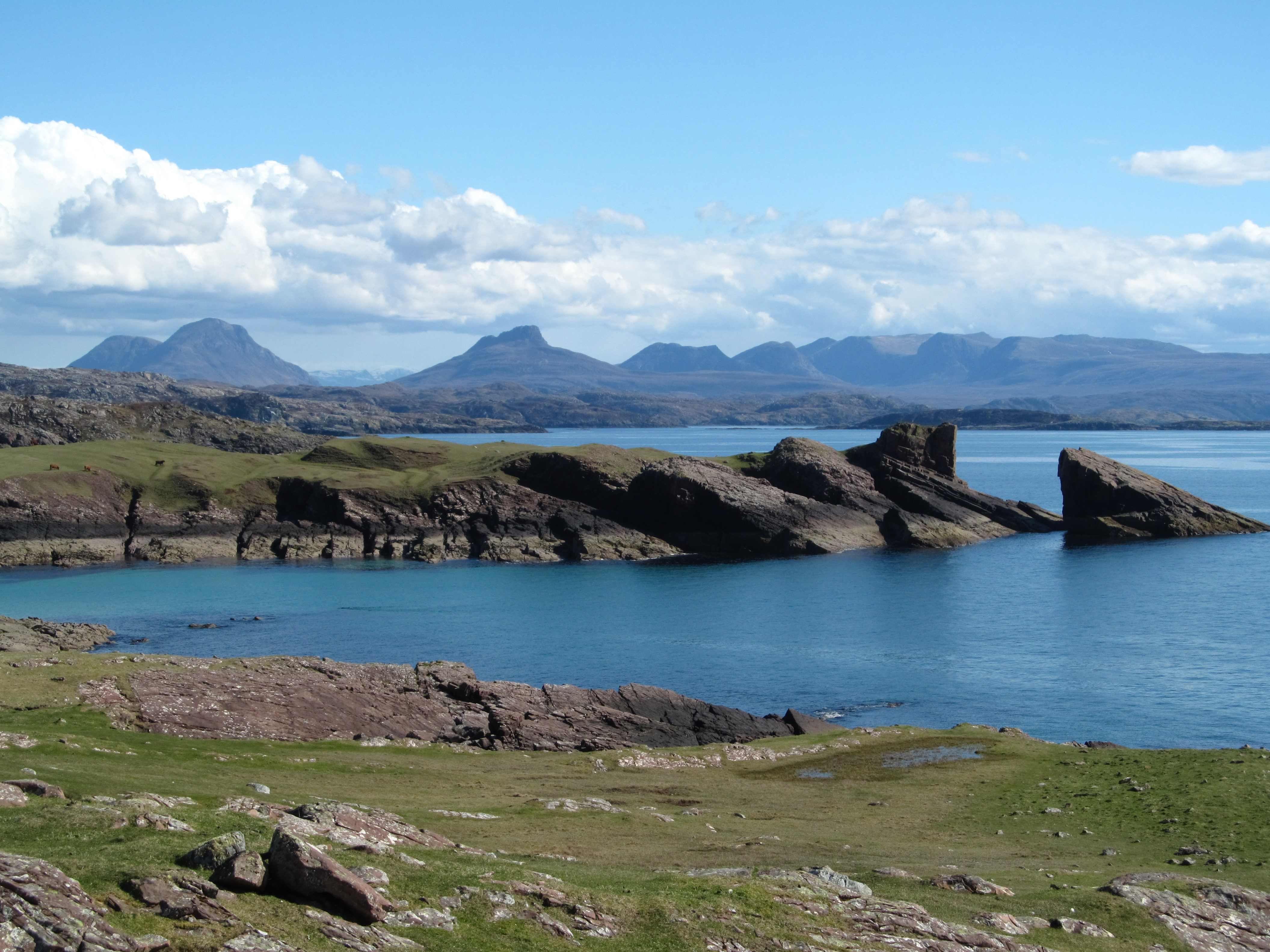
Die Clachtoll-Formation an der Bay of Clachtoll. Gut zu erkennen das westliche Einfallen der Sedimente.

Die durchschnittlich rund 350 Meter mächtige Clachtoll-Formation bildet die Basis der Torridonian Supergroup und baut sich aus fanglomeratischen Brekzien und Konglomeraten auf, deren zum Teil sehr große Klasten (bis zu 3 Meter im Durchmesser) hauptsächlich aus Gneisen des Lewisians bestehen. Die angerundeten und leicht eckigen Gneisklasten zeigen gelegentlich Anzeichen von Verwitterung. Die Grobklastika wurden in ein Paläorelief geschüttet, dessen Denivellation stellenweise mehr als 150 und bis zu 300 Meter betragen kann. Steil gebankte Wasserläufe haben sich in die unterlagernden Gneise eingeschnitten. Weiter in Richtung Hangendes folgen dann schräggeschichtete Sandsteine (mit Trog-Schrägschichtung), die als Ablagerungen eines mäandrierenden Flusssystems gedeutet werden. Sedimentologisch handelt es sich hier um wandernde Flussdünen des unterkritischen Strömungsbereichs. Es treten jetzt auch parallel geschichtete, fein- bis mittelkörnige Sandsteine hinzu. Tonige Sandsteinfazies machen etwa 15 % aus. Weiterhin verzahnen sich die schräggeschichteten Sandsteine mit roten ausgetrockneten Tonen und Silten, von denen sie schließlich überlagert werden. In den Silten finden sich bis zu 3 Meter dicke, feinkörnige Sandsteinlagen.
Die Schüttungsrichtung der Sedimente überdeckt den Sektor Südwest bis Nordwest – mit einem Maximum bei Westnordwest.
Die Clachtoll-Formation wurde nach ihrer Ablagerung um 15 bis 20° nach Westen verkippt, wahrscheinlich entlang der Nordnordost-Südsüdwest-streichenden Coigach Fault.

#### Bay-of-Stoer-Formation
Die durchschnittlich 300 Meter mächtige Bay-of-Stoer-Formation besteht in ihrem unteren Abschnitt aus roten Sandsteinen mit Trog-Schrägschichtung, wobei örtlich auch geröllhaltige fluviatile Sandsteine vorliegen können. Der untere Abschnitt wird ebenfalls als Ablagerungen eines mäandrierenden Flusssystems (jedoch im Unterschied zur Clachtoll-Formation mit Schüttungsrichtung nach Ost) interpretiert. Flachgeschichtete Sandsteine stellen eine sekundäre Fazies dar, in die punktuell Zyklen aus tonigen Sandsteinen und Tonsteinen eingeschaltet sind. Einige der feinkörnigeren Ablagerungen sowohl der Clachtoll- als auch der Bay-of-Stoer-Formation sind als Schwemmebenen interpretiert worden, welche Übergäng von sandigen Rissfüllungen bis hin zu total verschlammten Flutungsbecken zeigen.
Die obersten 100 Meter werden aus dem Stac-Fada-Member, das nur 10 Meter an Mächtigkeit erreicht, und dem Poll-a’Mhuilt-Member aufgebaut. Das geringmächtige Stac-Fada-Member ist ein charakteristischer Markierungshorizont, dessen Ursprung umstritten ist. Faziell tritt er als toniger Sandstein auf, dessen Klasten bis zu 30 % aus blasigem, vulkanischen Glas bestehen. Meistens wird er als vulkanischer Schlamm- oder Aschenstrom gedeutet. Der Fund von geschocktem Quarz und Biotit legt jedoch eine Interpretation als proximale Auswurfdecke eines Meteoriteneinschlages nahe. Dieses Ereignis wurde mit 1.177 ± 5 Millionen Jahren datiert. Das abschließende Poll-a’Mhuilt-Member ist eine relative dünne Abfolge von Silt- und feinkörnigen Sandsteinen, die mit tonigen Sandsteinen wechsellagern. Diese teils karbonatischen Sedimente werden als Ablagerungen in einem verlandenden See angesehen.
Die Schüttungsrichtung der Sedimente in der Bay-of-Stoer-Formation überdeckt den Sektor Südost bis Nordost – mit einem Maximum bei Ostnordost.

#### Meall-Dearg-Formation
Die Meall-Dearg-Formation ist dem unteren Abschnitt der Bay-of-Stoer-Formation sehr ähnlich, zeigt aber planare Schrägschichtung und dürfte in einer weiten Alluvialebene in breiten Mäandern von geringem Gefälle abgesetzt worden sein. Die generelle Schüttungsrichtung war nach Westnordwest. Die Obergrenze der Meall-Dearg-Formation und damit der Stoer-Gruppe ist auf dem Festland nirgendwo aufgeschlossen.
Faziell wird die Meall-Dearg-Formation von fluviatilen Assoziationen dominiert, äolische Ablagerungen treten nur sehr untergeordnet auf. Die fluviatile Faziesassoziation beinhaltet planare und trogförmige Schrägschichtung in mittel- und grobkörnigen Sandsteinen, untergeordnet feine bis mittlere Sandsteinrippel, Tonsteine und vertrocknete Tonüberzüge. Antidünenschichtung, die aus hochenergetischen Flutungsereignissen resultiert, wurde ebenfalls registriert.

## Fossilien
An Fossilien sind nur vereinzelte Mikroorganismen und Algenreste des Mesoproterozoikums in Tonsteinlagen bekannt.

## Alter
Eine kalkhaltige Lage in der Stoer Group wurde radiometrisch mit der Blei-Blei-Methode auf 1199 ± 70 Millionen Jahre datiert. Dieses Alter gibt die Diagenese des Sediments wider und kommt somit dem wahren Ablagerungsalter ziemlich nahe. Dies geht konform mit paläomagnetischen Daten, die rund 1200 Millionen Jahre für die Stoer Group veranschlagen. Darüber hinaus konnte das in etwa 500 Meter über der Basis liegende Stac-Fada-Member mit 1177 ± 5 Millionen Jahren datiert werden. Insgesamt wird für die Sedimentation der Stoer Group der Zeitraum 1200 bis 1100 Millionen Jahre angenommen.

## Tektonik
Das zweimalige Umschlagen der Schüttungsrichtung um 180° (erklärbar durch ein Verkippen von Verwerfungsblöcken) deutet auf aktive Bruchtektonik hin. Bis etwa 1 Kilometer östlich der bedeutenden Coigach Fault durchsetzen kleinere Verwerfungen das noch unverfestigte Sediment. Die Coigach Fault war daher damals während des Sedimentationsprozesses sehr wahrscheinlich in Bewegung. Im selben Gebiet kann außerdem beobachtet werden, dass Brüche im Grundgebirge des Lewisians von klastischem Material der Stoer Group verfüllt werden, welches noch vor seiner Verfestigung von andauernden Verwerfungsbewegungen deformiert worden war. Eine räumliche Analyse der Bruchscharen ergibt, dass sich das Ablagerungsbecken der Stoer Group auf einer Kruste befand, welche in Ostnordost-Westsüdwest-Richtung gestreckt/gedehnt wurde und gleichzeitig dextraler Transtension unterlag. All dies unterstreicht den Syn-Rift-Charakter der Stoer Group.